# 塞尔焦·莫拉
塞尔焦·莫拉（義大利語：Sergio Morra，1929年4月1日—），意大利男子曲棍球运动员。他曾代表意大利国家队参加1952年夏季奥林匹克运动会曲棍球比赛，获得第十一名。